# きゅう適応症広告事件
きゅう適応症広告事件（きゅうてきおうしょうこうこくじけん）とは、きゅう業の広告規制に絡む事件。あんま師、はり師、きゅう師および柔道整復師法（現:あん摩マツサージ指圧師、はり師、きゆう師等に関する法律）が規定する広告規制と日本国憲法第21条が規定する表現の自由との関係が注目された。

## 概要
1953年3月から5月にかけて滋賀県大津市のきゅう師Aは神経痛、リューマチ、血の道、胃腸病などの病名をきゅうの適応症と書いた広告ビラ約7030枚をまいたが、これがあんま師、はり師、きゅう師および柔道整復師法第7条の広告規制規定に触れるとして起訴され、同年9月8日に大津簡裁で罰金2000円の判決を受けた。Aは広告規制規定は表現の自由を規定した日本国憲法第21条に違反するとして控訴した。大阪高裁は1954年8月に最高裁判所に移送した。
1961年2月15日に最高裁大法廷は「広告制限は、これを無制限に許すと虚偽誇大にながれ、一般大衆を惑わす恐れがあるから害を未然に防ぐため、一定の広告を禁止するのは公共の福祉を保つためやむを得ない」として上告を棄却し、Aの有罪判決が確定した。なお、斎藤悠輔、藤田八郎、河村大助、奥野健一の4裁判官は「きゅうが神経痛等にきくことは明らかな事実で、広告することは虚偽でも、誇大でもない。従って本件は罪にはならない。」「正当な広告まで禁止するのは憲法違反である」との少数意見を述べた。